# Fawkes
U knjigama i filmovima o Harryju Potteru Fawkes je ljubimac feniks Albusa Dumbledorea. Čini se da je Fawkes suprotnost Voldemortovoj zmiji Nagini, isto kao što je Dumbledore suprotnost Voldemortu.
Fawkes ima perje zlatne i grimizne boje, što su tradicionalne boje Gryffindorskog doma. To može, a i ne mora, biti slučajnost, i zato je pokrenulo mnoštvo glasina; Rowling je u intervjuu opovrgla glasinu da je Fawkes feniks Godrica Gryffindora, priznavši da Fawkesa nije posjedovao nitko osim Albusa Dumbledorea.
Fawkes je izrazito magično stvorenje koje ima mnogo magičnih sposobnosti, čije granice nisu poznate. Pera iz repa feniksa koriste se u nekim čarobnim štapićima; Fawkes je osobno dao pera i za Voldemortov i Harryjev čarobni štapić. Pitomi feniksi vrlo su rijetki i upravo je to dokaz Dumbledoreovih sposobnosti i karaktera. Fawkes je biljojed.
Kad god Fawkes umre, bilo nasilno ili zbog starosti, on se zapali i ponovno rodi iz pepela kao mladi feniks. Kad odraste, prilično je lijep i doseže veličinu labuda, ali kad se tek rodi ima izgled novorođenog pilića, a u starosti izgleda oronulo, "nalik na na pola očerupanog purana".

## Uloge
Fawkes ima posebnu ulogu u Odaji tajni: on pomaže Harryju da ubije Slytherinovog baziliska, čudovišnu zmiju koja je živjela u Hogwartsu, a kontrolirao ju je dnevnik Toma Riddlea preko Ginny Weasley. Fawkes je iskopao baziliskove oči, tako ga osljepljujući i onemogućavajući ga da ga ubije svojim pogledom. Bazilisk kasnije ugrize Harryja, koji gotovo umre od otrova, ali Fawkes izliječi njegovu ranu svojim suzama koje su ljekovite. Zatim prenosi Harryja, Rona, Ginny i Gilderoya Lockharta natrag u dvorac.
U Plamenom peharu, Dumbledore šalje svojim čarobnim štapićem "nešto srebrnasto...poput sablasne ptice", kako bi pozvao Hagrida nakon što je Viktor Krum nađen omamljen. To je njegov patronus, feniks, kao što je to potvrdila J. K. Rowling.
U Redu feniksa, Fawkes je poseban dio Reda jer je on feniks. Nakon što je Harry vidio kao je Voldemortova zmija Nagini ugrizla Arthura Weasleyja, Dumbledore govori Fawkesu da ga upozori ako Umbridgeica napusti svoj ured. Fawkes to čini šaljući jedno svoje pero da se pojavi u Dumbledoreovu uredu. Kasnije u knjizi, Dumbledore bježi djelatnicima Ministarstva magije u Hogwartsu, koristeći Fawkesa da ga teleportira, iako je normalna aparacija nemoguća u Hogwartsu (kućni vilenjaci također imaju sposobnost da se aparatiraju usprkos tome).
Tijekom borbe između Voldemorta i Dumbledorea u Ministarstvu magije, Fawkes spašava Dumbledoreov život "gutajući" kletvu Avada Kedavra koju je upotrijebio Voldemort. Fawkes se tada zapalio te ponovno rodio iz pepela.
Nakon Dumbledoreove smrti u Princu miješane krvi, pjevao je svoju tužaljku za njim. Nakon što je pjevanje prestalo, Harry je nekako znao da je Fawkes zauvijek napustio Hogwarts. Nije poznato kamo je Fawkes otišao.